# Franjevački samostan i crkva sv. Nikole u Čakovcu
Franjevački samostan i crkva sv. Nikole u Čakovcu rimokatolički su samostan i crkva, koji pripadaju franjevcima Hrvatske franjevačke provincije sv. Ćirila i Metoda. Posvećeni su sv. Nikoli. Sagrađeni su u 18. stoljeću.
Hrvatski ban Nikola Zrinski pozvao je franjevce u Čakovec 1659. godine. Nesretno je poginuo u lovu u Gornjem Kuršancu pa nije uspio pomoći u dolasku franjevaca. Nikolin sin Adam Zrinski ostavio je oporučno franjevcima novčana sredstva za izgradnju samostana i crkve. Prvi samostan od drveta srušio se 1698., a crkva je 1699. izgorjela. 
Nova sadašnja crkva sv. Nikole građena je u etapama: svetište i sakristija 1707. – 1711., lađa s dvije pokrajnje kapele 1723. – 1728., treća kapela 1813., toranj 1753. – 1760. godine. Jednobrodna unutrašnjost duga je 33 i široka 14 metara. Godine 1723. požar je opustošio crkvu i samostan, zatim potres 1738., a veliki požar 1741. nanio je veliku štetu, no obnovili su se i nastavili s djelovanjem.
Skulpture crkvenih otaca na glavnom oltaru djelo su mariborskog kipara Josipa Strauba, a oltarna slika Sv. Nikole posebna je zbog toga što u podnožju slike nepoznatog slikara prikazan je Čakovec kakav je bio 1750. godine, a na njoj se može vidjeti čakovečka utvrda, crkva sv. Nikole i njezin samostan, župna crkva sv. Mihovila u Mihovljanu i dvorac u Pribislavcu.
Od 1773. čuvaju se u samostanskoj crkvi u staklenoj škrinji moći sv. Vinka, mučenika s ampulom njegove krvi. Relikvije je u Rimu pribavio o. Rupert Hackl, misionar.
Blaženi kardinal Alojzije Stepinac održao je Euharistijski kongres u ovoj crkvi od 23. do 25. kolovoza 1938. godine, a u spomen na to podignuta je spomen-ploča 2015. godine, koju je postavila Zrinska garda Čakovec.
Župa sv. Nikole u Čakovcu djeluje od 1789. godine i više od 200 godina obuhvaćala je veliko područje grada Čakovca i okolnih sela. Osnutkom Varaždinske biskupije 1997. godine, osnovane su iz ove župe, nove župe u Mačkovcu, Šenkovcu, Pribislavcu i Ivanovcu te nova župa sv. Antuna Padovanskog u gradu Čakovcu, koju također vode franjevci.
Čakovečki je samostan danas duhovno središte Međimurja. U prošlosti je u njemu djelovala filozofska škola kao i škole moralnog bogoslovlja i crkvenog govorništva; o toj školskoj djelatnosti svjedoči samostanska zbirka filozofskih i teoloških rukopisa.

## Galerija
- Samostan i crkva sv. Nikole
- Prva pričest u crkvi sv. Nikole 2014.
- Glavni ulaz u crkvu
- Spomen-ploča kardinalu Stepinca